# Coleophora paludicola
Coleophora paludicola é uma espécie de mariposa do gênero Coleophora pertencente à família Coleophoridae.